# Reale Società Canottieri Cerea
La Reale Società Canottieri Cerea è uno dei più antichi club remieri fondati in Italia, attuale campione d'Europa in carica. Il club svolge attività sportiva e ricreativa ininterrottamente dal 1863, anno della sua fondazione.

## Storia

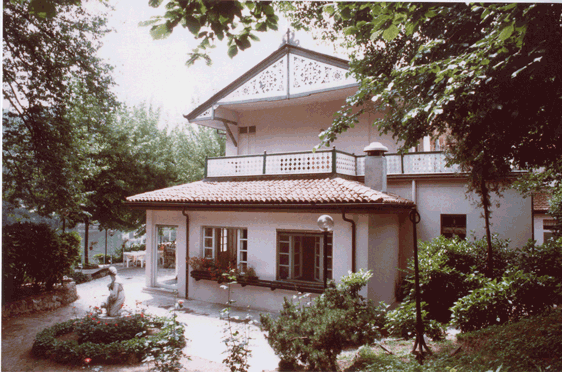
Vista della R.S.C.Cerea

È stata cofondatrice nel 1888, sempre a Torino, della Federazione Italiana Canottaggio (FIC) e, successivamente, ancora a Torino, il 25 giugno 1892, della Fédération Internationale des Sociétés d'Aviron (FISA).
Il nome "Cerea" deriva dall'espressione dialettale torinese di saluto, solitamente utilizzata dai barcaioli e appassionati di voga, quando si incrociavano sul fiume Po.
Nel 1925 il Re d'Italia Vittorio Emanuele III conferì alla Canottieri Cerea l'autorizzazione a fregiarsi del titolo Reale e di inserire nello stemma, la corona reale.
L'attuale sede è ospitata nello stesso e caratteristico chalet che fu costruito 140 anni fa in sostituzione della tettoia del barcaiolo di Casa Reale, e si trova sulla sponda ovest del fiume Po, all'altezza del Castello del Valentino.
La storica sede è, dal 2007, visitabile liberamente nelle giornate che il F.A.I. (Fondo per l'Ambiente Italiano) organizza annualmente con l'apertura di oltre 500 monumenti al pubblico.
Particolarità della società, per mantenere lo spirito dello Statuto Societario originale, ispirato a valori e costumi sociali tipici dell'Ottocento, è  l'utilizzo l'informale "ciao" come saluto tra soci sia giovani che anziani. Fino al 2013 il circolo era esclusivamente maschile, poi attraverso un cambio di statuto la società si è aperta anche alle donne, dotandosi anche di uno spogliatoio femminile al piano terra della struttura.
Solo nel 2012-2013 sono stati vinti 3 campionati del mondo. Il 2012 è un grande anno per la Canottieri Cerea con la doppietta mondiale firmata da Luca Lovisolo nell 8 con timoniere juniores e l'oro vinto da Guido Gravina nel quattro senza pesi leggeri under 23. Guido Gravina bisserà poi il successo l'anno successivo con un'altra vittoria (a Linz) sempre nel quattro senza pesi leggeri.
Negli ultimi anni sono stati vinti anche numerosi titoli italiani. Il 2017 è stato un anno indimenticabile: per la prima volta dalla fondazione della storica Società 3 titoli italiani sono stati vinti lo stesso anno. Le vittorie sono state timbrate rispettivamente da Achille Benazzo, Alberto Zamariola, Andrea Carando e Leonardo Radice nel quattro di coppia juniores. Luca lovisolo, Pietro Cappelli, Andrea Carando e Leonardo Radice hanno invece vinto nel quattro di coppia under 23. Infine l'ultimo oro è stato vinto da Emanuele Giacosa, Guido Gravina, Pietro Cappelli e Lorenzo Italiano nel quattro di coppia pesi leggeri.
Il 27 maggio 2018 i giovani atleti della Cerea Achille Benazzo e Alberto Zamariola si laureano campioni d'Europa nel quattro senza junior.
Il 12 agosto 2018 Benazzo e Zamariola vincono la medaglia di bronzo ai mondiali juniores a Racice (Repubblica Ceca) nel quattro senza insieme Bonamoneta (Murcarolo) e Castelnovo (Lario); lo stesso giorno Giacosa e Cappelli sono medaglia d'argento in Cina ai Mondiali universitari nel quattro senza pesi leggeri.
Il 2018 rimarrà un anno incredibile per la Canottieri Cerea, Alberto Zamariola infatti l'8 ottobre vince nel due senza la medaglia d'oro alle Olimpiadi giovanili di Buenos Aires. Per la prima volta nella storia delle Olimpiadi dei giovani un equipaggio azzurro vince la medaglia d'oro, è storia! 
Gli atleti hanno raggiunto questi risultati grazie al lavoro degli allenatori Federico Vitale e Giuseppe Carando e una dirigenza societaria che ha messo a disposizione degli allenatori e degli atleti gli strumenti necessari al raggiungimento degli obiettivi sportivi.
I colori sociali sono l'azzurro (in onore della famiglia Savoia) ed il bianco, alternati in bande orizzontali. Al centro del petto della divisa da gara (body), è presente una stella gialla, rappresentante l'onorificenza della "Stella d'oro al merito sportivo".

## Il "Silverskiff"
Importante evento agonistico organizzato dalla R.S.C.Cerea, solitamente nel secondo fine settimana di novembre, è il Silverskiff, competizione sul fiume Po, denominata "gara di gran fondo", su un percorso di ben 11.000 metri, per imbarcazioni "singole" gli Skiff,  aperta a tutte le categorie agonistiche. È solita accogliere, fra i partecipanti, i migliori canottieri mondiali, compresi campioni del mondo e medagliati olimpici.
Il giorno precedente alla "Silverskiff" è organizzata la "Kinderskiff", aperta ai ragazzi aventi un'età compresa tra i 12 ed i 14 anni, su un percorso di 4.000 metri o 1000m, a cui partecipano mini-atleti provenienti da tutta Italia e dalle nazioni vicine.
Nel 2015 si è svolta per la prima volta, all'interno della manifestazione remiera, la SilverPararowing.
Per il Silver Skiff il 2017 è un anno record, il totale dei partecipanti per la prima volta in 26 edizioni supererà quota 1000.
Nel 2018, la competizione è stata annullata per maltempo, infatti proprio in quei giorni il Po in piena non ha permesso lo svolgersi della regata, che ha dato appuntamento a tutti i suoi partecipanti per l'anno successivo.
Nel 2019, si è svolta la ventottesima edizione della regata internazionale, hanno partecipato campioni mondiali e olimpici come ogni anno.
L'edizione del 2020 è stata annullata a causa della situazione pandemica di Covid-19.

## Giochi olimpici

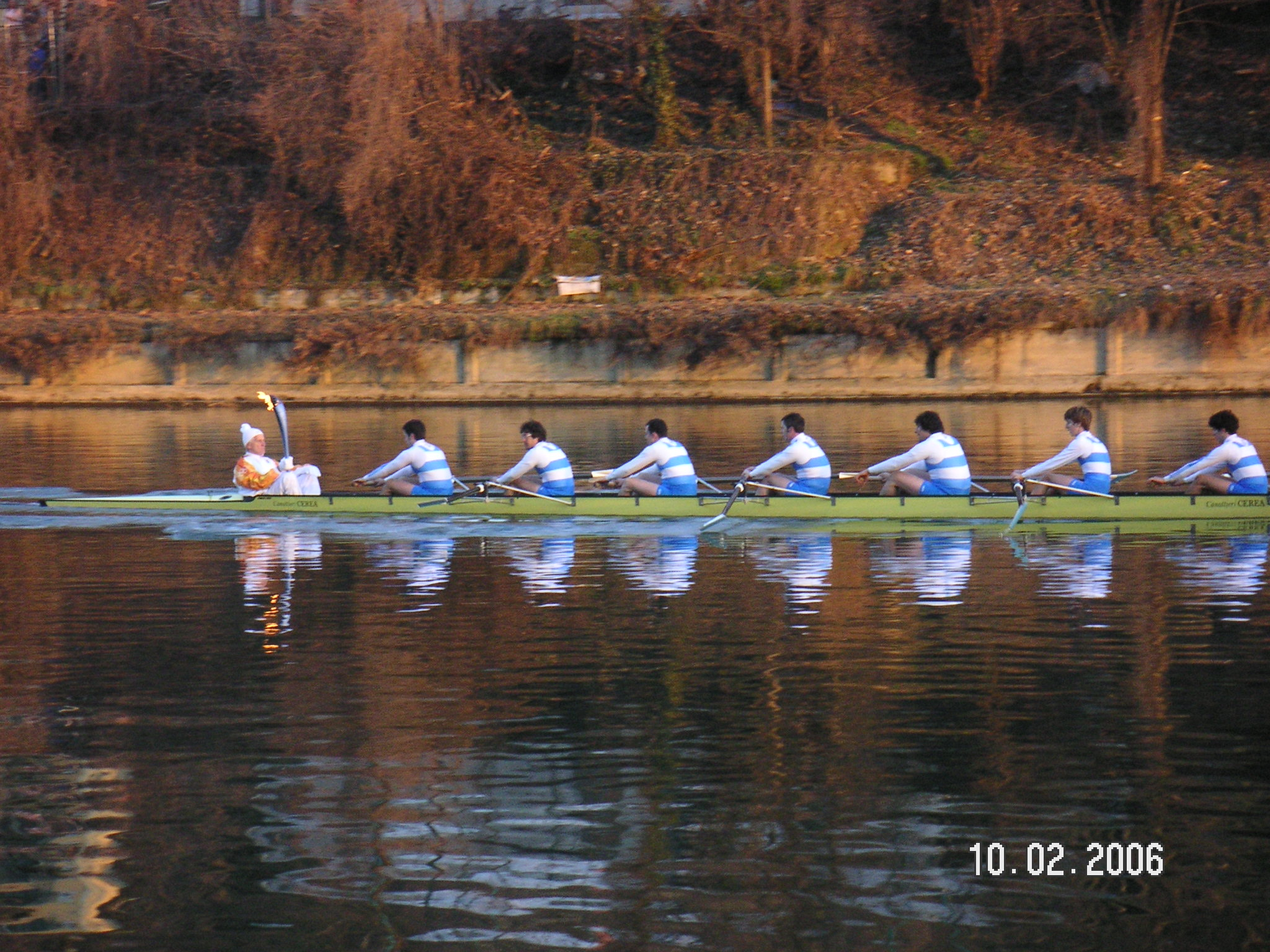
La fiaccola trasportata nell'ultima tappa da una barca della R.S.C.Cerea, 10 febbraio 2006

Durante i XX Giochi olimpici invernali di Torino 2006, la R.S.C. Cerea è stata l'ultima tappa della fiamma olimpica prima del suo ingresso allo Stadio Olimpico per l'accensione del braciere.